# Sphaerodactylus dunni
Sphaerodactylus dunni är en ödleart som beskrevs av  Schmidt 1936. Sphaerodactylus dunni ingår i släktet Sphaerodactylus och familjen geckoödlor. IUCN kategoriserar arten globalt som livskraftig. Inga underarter finns listade i Catalogue of Life.